# Walter Frey
Walter Frey (ur. 26 stycznia 1898 w Bazylei, zm. 27 sierpnia 1985 w Zurychu) – szwajcarski pianista i pedagog.

## Życiorys
Brat Emila. W latach 1906–1913 uczył się w konserwatorium w Zurychu, gdzie jego nauczycielami byli Friedrich Niggli (fortepian) i Volkmar Andreae (teoria). Od 1913 do 1916 roku kształcił się u Willy’ego Rehberga we Frankfurcie nad Menem. Od 1921 roku był wykładowcą w szkole muzycznej w Winterthur, następnie od 1925 do 1958 roku uczył gry na fortepianie w konserwatorium w Zurychu. Koncertował w Szwecji, Norwegii, Niemczech i Hiszpanii. Oprócz utworów klasycystycznych i romantycznych wykonywał również dzieła współczesne, dokonał prawykonań wielu kompozycji m.in. Albana Berga, Egona Wellesza czy Franka Martina.
Wspólnie z Willim Schuhem opublikował pracę Schweizerische Klaviermusik aus der Klassik und Romantik (Zurych 1937).